# Елк-Крік (Кентуккі)
Елк-Крік (англ. Elk Creek) — переписна місцевість (CDP) в США, в окрузі Спенсер штату Кентуккі. Населення — 1986 осіб (2020).

## Географія
Елк-Крік розташований за координатами 38°6′55″ пн. ш. 85°22′18″ зх. д. / 38.11528° пн. ш. 85.37167° зх. д. (38.115191, -85.371630).  За даними Бюро перепису населення США в 2010 році переписна місцевість мала площу 15,15 км², з яких 14,99 км² — суходіл та 0,16 км² — водойми.

## Демографія
Згідно з переписом 2010 року, у переписній місцевості мешкало 1539 осіб у 538 домогосподарствах у складі 455 родин. Густота населення становила 102 особи/км².  Було 565 помешкань (37/км²).
Расовий склад населення:
| - 95,6 % — білих - 2,0 % — чорних або афроамериканців - 0,8 % — азіатів |

До двох чи більше рас належало 1,4 %. Частка іспаномовних становила 1,5 % від усіх жителів.
За віковим діапазоном населення розподілялося таким чином: 26,5 % — особи молодші 18 років, 64,9 % — особи у віці 18—64 років, 8,6 % — особи у віці 65 років та старші. Медіана віку мешканця становила 38,7 року. На 100 осіб жіночої статі у переписній місцевості припадало 109,4 чоловіків;  на 100 жінок у віці від 18 років та старших — 101,6 чоловіків також старших 18 років.